# November
November ali listopad je enajsti mesec gregorijanskega koledarja. Ima 30 dni.
Izvirno slovensko ime za november je listopad, hrvaško studeni, češko listopad, poljsko listopad in prekmursko andrejšček, pa tudi november.
Ime november izvira iz rimske besede novem – »devet«, bil je namreč deveti mesec po rimskem koledarju, ki je imel deset mesecev.

## Prazniki in obredi
- 1. november - dan spomina na mrtve, v krščanstvu vsi sveti
- 11. november - martinovo
- 12. november - rojstvo Bahe Ulaha (bahajstvo)
- 14. november - svetovni dan sladkorne bolezni
- 16. november - mednarodni dan strpnosti
- 27. november - liturgični praznik prikazanja čudodelne svetinje